# Wallnsdorf
Wallnsdorf ist ein Gemeindeteil der Stadt Berching im Landkreis Neumarkt in der Oberpfalz in Bayern.

## Lage
Das Kirchdorf liegt auf der Hochfläche der südlichen Frankenalb im Naturpark Altmühltal südöstlich des Gemeindesitzes Berching an der Staatsstraße 2251.

## Geschichte
„Walhungesdorf“ (= Sippensiedlung des Walahung) ist erstmals 1129 im Zusammenhang mit der Gründung des Benediktinerklosters Plankstetten urkundlich genannt; die Stifter gaben unter anderem einen Hof und ein Lehen im Ort zur Erstausstattung des Klosters. Bald darauf machten Ortsadelige, nämlich die Eichstätter bischöflichen Ministerialen Burkard und Hartwig von Walhungesdorf, dem Kloster eine Stiftung. Nach dem 12. Jahrhundert gibt es von diesem Adel keine Kunde mehr. Bischof Otto (1183–1195) bestätigte dem Kloster die pfarrlichen Rechte für die Filiale Wallnsdorf. Im Zuge der Hirschberger Erbschaft nach dem Aussterben der Grafen von Hirschberg mit Gebhard VII. († 4. März 1305; bestattet im Kloster Rebdorf) wurde der Ort 1305 im Gaimersheimer Spruch dem Eichstätter Bischof zuerkannt. Größter Grundherr im Dorf des „unteren Hochstifts“ war in der Folgezeit das Kloster. 1440 regelten das Kloster und der Bischof Albert von Hohenrechberg mit einem Vergleich die Herrschaftsrechte. Dem Kloster wurde das Dorfgericht über seine Untertanen zugestanden, während der Bischof die hohe Gerichtsbarkeit für sein Oberamt in Hirschberg erhielt. Außerdem einigte man sich über Abgaben; so hatten die Plankstetter Untertanen dem Bischof Scharwerkdienste zu leisten und bei Steuererhebungen im Hochstift die Hälfte zu zahlen.
1447 gehörten laut Hirschberger Salbuch 12 Grundholden zum Kloster, drei zum Hochstift und zwei zu Nürnberg; ein Anwesen gehörte zu Schwabach. Die Nürnberger, der Schwabacher und einer der Plankstetter Hintersassen unterstanden ebenfalls der Hirschberger Vogtei und Dienstbarkeit.
Wie die weitere grundherrschaftliche Entwicklung des Dorfes verlief, ist nur lückenhaft überliefert. 1516 verkaufte der Erbmarschall Hans von Pappenheim einen Wallnsdorfer Hof, offensichtlich den vormaligen Schwabacher Besitz, an den Bischof, der ihn seinem Amt Hirschberg unterstellte. Wohl in Nachfolge des Ortsadels hatten im Mittelalter die Marschalke von Hirschberg einen hochstiftischen Hof zu Lehen. 1384 erhielt Fritz Rot, Propst zu Berching, die Taferne zu Lehen; über sie erfährt man später nichts mehr.
1644 nennt das Hirschberger Güterverzeichnis außer dem bischöflichen und Plankstettischen Besitz einen Hof des Eichstätter Domkapitels, auf dem Hans Leykam saß, einen Hof des Nürnbergers Christof Dörer, den Leonhard Meindl bewirtschaftete, schließlich Feldlehen der Hofmark Polanden (Pollanten?) und der Guttenberg (zu Staufersbuch?). 1741 erfährt man von acht Plankstetter Anwesen, während alle anderen Höfe offensichtlich bereits hochstiftisch geworden waren. 1769 erhielt das Kloster Plankstetten vom Eichstätter Fürstbischof Raymund Anton von Strasoldo die Gemeindeherrschaft. Ende des 18. Jahrhunderts hatte sich der Klosterbesitz auf zehn Anwesen des Dorfes erhöht, während acht bischöflich waren. Bezüglich der Ehehaft gehörte das Dorf zu Kevenhüll.
Bei der Säkularisation kam das untere Hochstift und mit ihm Wallnsdorf 1802 an Großherzog Ferdinand III. von Toskana, 1806 an Bayern und dort in das Landgericht Beilngries. Bis dahin war Wallnsdorf eine eigene Gemeinde. 1809 bildete Wallnsdorf zusammen mit dem kleineren Schweigersdorf den Steuerdistrikt Wallnsdorf, der 1811 zur Ruralgemeinde wurde. Dabei blieb es bis zur bayerischen Gebietsreform am 1. Januar 1972, bei der sich Wallnsdorf der Stadt Berching anschloss.
1830 hatte Wallnsdorf bei 20 Anwesen 128 Einwohner, 1950 bei ebenfalls 20 Anwesen 152 Einwohner.

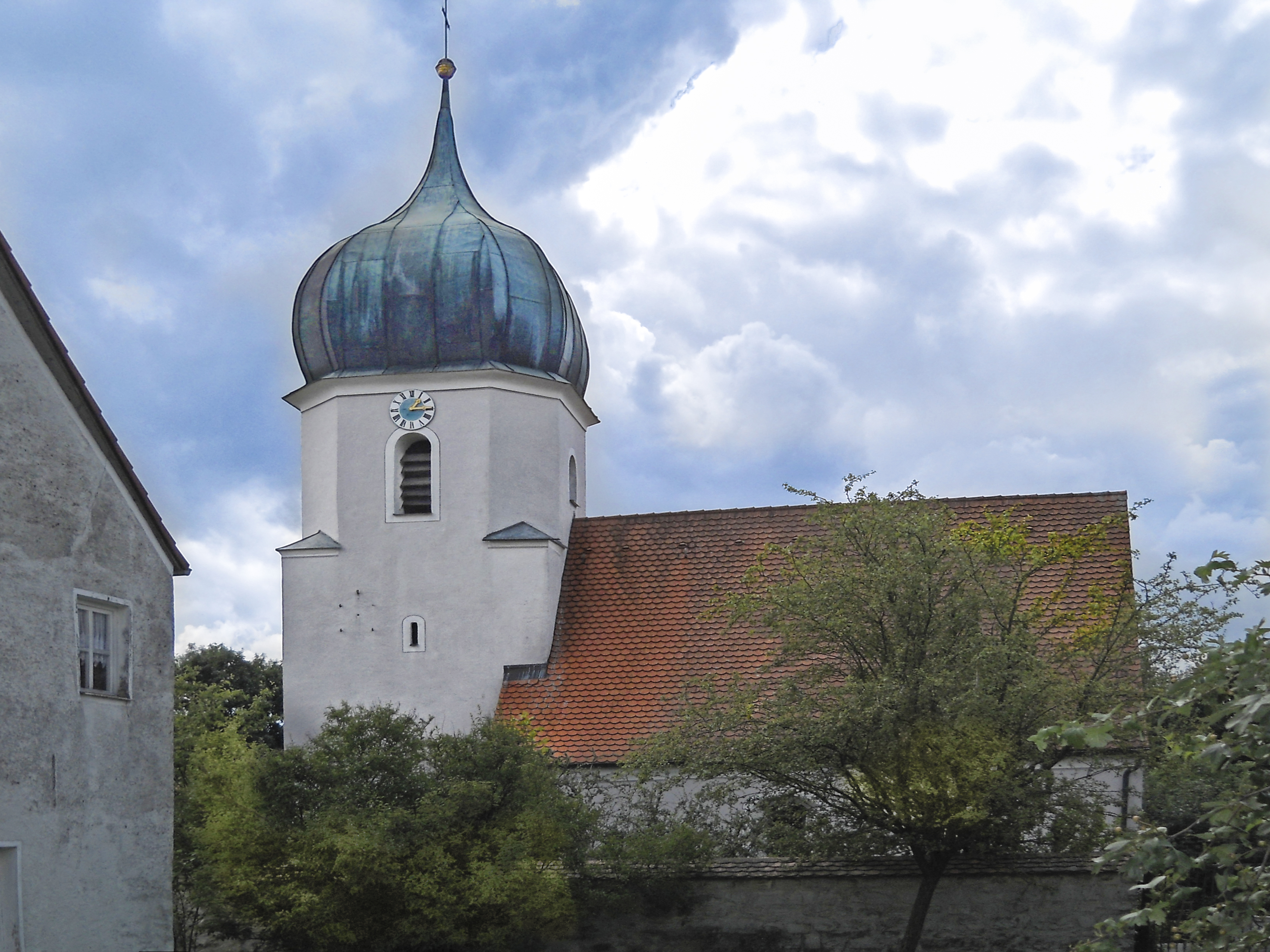
Kirche St. Martin in Wallnsdorf

## Katholische Filialkirche St. Martin
Kirchlich war das Dorf dem Kloster Plankstetten seit dessen Gründung zugeordnet. Die Kirche, im Ursprung eine frühgotische Anlage vom Typ „Chorturmkirche“, wurde 1748 mit Beteiligung des Klosters Plankstetten umgebaut. Der rechteckige, im Obergeschoss achteckige Turm hat eine Zwiebelhaube. Der Hauptaltar ist viersäulig, die beiden Seitenaltäre zweisäulig. Statt Altarbildern stehen im Schrein Figuren, am Hauptaltar der Kirchenpatron, als Holzfigur eine „bessere Arbeit“ (Hofmann/Mader, S. 154) vom Ende des 15. Jahrhunderts, am rechten Seitenaltar noch einmal der Hl. Martin (Ende des 17. Jahrhunderts) und am linken Seitenaltar eine Marienfigur.

## Vereine
- DJK-SV Wallnsdorf-Schweigersdorf, gegründet 1968, seit 2004 mit eigenem Sportheim in Schweigersdorf
- Freiwillige Feuerwehr Wallnsdorf-Schweigersdorf
- Obst- und Gartenbauverein Schweigersdorf-Wallnsdorf
- Dorfgemeinschaft Wallnsdorf, gegründet am 4. Juli 2019, seit 2022 mit eigenem Dorfhaus